# 豆盧永恩
豆盧永恩（6世纪—？），名恩，字永恩，以字行，昌黎郡徒河县（今辽宁省锦州市）人，南北朝北魏、西魏、北周官员。

## 生平
豆卢永恩年轻时有见识，气度不凡，被当时的名流称道。豆卢永恩最初随哥哥豆卢宁侍奉侯莫陈悦，普太二年（532年），参与击败尔朱显寿，获加号殄寇将军。永熙三年（534年），豆卢永恩随豆卢宁归附宇文泰。因为迎立魏孝武帝的功劳，豆卢永恩获封为新兴县伯，食邑五百户。豆卢永恩参与新安之战、弘农之战，大统三年（537年）参与沙苑之战，大统四年（538年）参与河桥之战，都有战功，出任龙骧将军、中散大夫。大统八年（542年），豆卢永恩出任直寝、右亲信都督，不久转任都督，加通直散骑常侍。大统十六年（550年），豆卢永恩出任使持节、车骑大将军、仪同三司。魏废帝元年（552年），豆卢永恩升任骠骑大将军、开府仪同三司，魏废帝三年（554年）出任都督成州诸军事、成州刺史，很快加侍中。魏恭帝元年（554年），豆卢永恩进爵龙支县侯。魏恭帝三年（556年），大将军、安政公史宁随突厥木杆可汗进攻吐谷浑，朝廷命令豆卢永恩率领五千骑兵镇守河州和鄯州，作为边境防卫。周孝闵帝宇文觉即位，豆卢永恩出任鄯州刺史，改封沃野县开国公，增加食邑一千户，又转任陇右总管府长史。武成元年（559年），豆卢永恩升任都督利沙文三州诸军事、利州刺史。当时文州蛮族反叛，豆卢永恩于武成二年（560年）率领军队击败了反叛的阳阵蛮，驻扎在泸水以北。保定元年（561年），豆卢永恩又率领军队平定巴州恒獌獠的反叛，同年入朝出任司会中大夫，保定三年（563）再次出任陇右总管府长史。豆卢宁因为辅助朝廷创业立下大功封为楚国公，他请求把之前所封武阳郡三千户增加沃野县公的封户，皇帝诏令同意，豆卢永恩因此增加食邑总计四千七百户。不久豆卢永恩在陇右总管府任内去世，虚岁五十八，朝廷赠予少保、幽冀定相等五州诸军事、幽州刺史，谥号敬公，天和元年二月六日（566年3月12日），葬于咸阳之洪渎原，儿子豆卢通继承爵位。

## 墓地
2019年11月至2020年4月，陕西省文物考古研究院对西咸新区空港新城，今北杜镇南朱刘村东的敦化路以东、广德路以西区域的一块储备地的考古发掘中，发现了豆卢永恩及其家族的墓地。

## 家庭

### 祖父
- 豆卢什伐，左将军、魏文成帝直寝[1]

### 父亲
- 豆卢苌，早逝，北周追赠柱国大将军、涪陵郡公[1]

### 兄弟
- 豆卢宁，北周柱国大将军、岐州刺史、楚昭公

### 子女
- 豆卢通，隋朝大将军、洪州总管、南陈安公
- 豆卢𪟝，隋朝上柱国、夏州总管、楚襄公
- 豆卢昊，北周大都督[10][11]
- 豆卢整，第四子，隋朝大都督[10][11]
- 豆卢氏，嫁北周上柱国、齐炀王宇文宪

## 延伸阅读
[在维基数据编辑]
 《周書·卷19》，出自令狐德棻《周書》